# 水中都市
『水中都市』（すいちゅうとし）は、安部公房の短編小説。帰り道が同方向だった男が突然、主人公のアパートに入り込み、父親と名乗り住みつくと奇怪な魚に生れ変って窓から飛び出し、街全体が水中の世界に変ってしまう物語。登場人物の変身する様が、安部公房独特の寓意とユーモアあふれる文体で表現されている。
1952年（昭和27年）、雑誌『文學界』6月号に掲載され、同年12月10日に未来社より刊行の『闖入者』に収録された。のち1964年（昭和39年）12月10日に桃源社より単行本『水中都市』が刊行された。文庫版は新潮文庫で刊行されている。
1977年（昭和52年）には、戯曲版『水中都市』が創作され、同年11月5日に山口果林主演により西武劇場で上演された。小説と同じシーンもあるが、違うストーリーの別作品となっている。

## あらすじ
「おれ」は同僚の間木と飲んだ帰りに、駅で共産党の新聞売りにからむ変な男を見かけた。男は「おれ」の帰路と同じ方向に向い、「おれ」のアパートを訪ねた。男は「おれの父親」と名乗り、部屋へ入って来た。「おれ」は父親を無視し、翌日は間木の家へ彼の描いた絵を見せてもらいに行った。その3枚の絵は堤防から見た「おれ」や間木の働く工場の風景で、水の中に沈んだ街の絵だった。アパートに戻ると、父親はむくんでころがっていた。そして加速度的に膨張しジュゴンに似た蛹のようになり、腹が破裂し魚に変身して宙に浮んだ。窓ガラスが急に割れ、魚はどこかへ消えていった。その時、間木が来た。いつの間にかあたりは間木の絵のように水の中に沈んでいて、「おれ」と間木も宙に浮んで出ていった。
街には魚に噛み切られて首のなくなった人間があふれ、手さぐりで歩いていた。魚に食われないための念珠を売る男もいたが、その男は、魚になった「おれ」の親父に食われた。野良魚の親父は、警察魚を引き連れた一団に逮捕され、間木は、野良魚を養った嫌疑で「おれ」も指名手配になっていると言った。間木と「おれ」は堤防の方へ逃げた。その場所から、次第に変化してゆく工場の風景を黙って眺めた。「おれ」はその風景を理解することに熱中しはじめ、「この悲しみは、おれだけにしか分らない……」と考えた。

## 登場人物
おれ
製薬会社の社員。一日電子計算機の前で仕事する事務員。首も手足も長く、酔っぱった馬のような風貌。アパートに一人暮らし。
間木
おれの同僚。商品宣伝ポスター製作の仕事。赤いネクタイに度の強い眼鏡をしている。組合大会でよく顔を見かけ、飲み屋「どん」で出会ったのをきっかけにおれの友人となる。ふしぎな画を描いている。プランクの常数hを絵に画くのを目標にしている。
h野郎
すり切れた黒のソフト帽と古ぼけた不格好な上着。おれの父親と名乗り、おれを「タロー」と呼ぶ。満州で巡査をしていたという。徐々にふとってジュゴンのようにむくんで膨れてゆく。最後は魚に変身。
共産党の新聞売り
青黒い顔の労働者風の大男。I駅でh野郎にからまれる。浅草生れだが、そばの味も寿司の味もわからない。戦争中は詩を書いていたが、戦後は政治を始めた。
I駅にいた人々
赤いマフラーのきびきびした後姿の女や、駅員、貧相な小男など。
K子
おれの隣の部屋に住んでいる独身の若い女。コッペパンや缶詰をおれにくれる。
「どん」の主人
若い主人。娘がいる。
四角い男
四角い体に四角い顔の男。「どん」で只飲みして追い出される。刑事。
水中都市の人々
首のない人間たちや、警察魚のつれた一団。
念珠屋
馬のように大きな箱を背中にのせている。魚に食われないためのまじないの念珠を首にかけ、家伝の秘薬でこしらえたアメリカ製の念珠だと言って売っている。よく見ると、四角い顔の刑事。

## 作品評価・解釈
『水中都市』は安部公房が日本共産党員だった頃の作品であるが、発表から25年後に安部公房は『水中都市』について、以下のように述懐している。
田中裕之は、『水中都市』の魚への「変形」の意味について、同時期の短編『洪水』の液体人間の変身の意味とはやや異なる面はあるものの、共産党の新聞売りの言う、〈魚をなくすためにはこの水をなくする必要があります。この氾濫がすべての根本的な原因です〉という言葉や、『水中都市』の魚への変形の前提には街全体が水中世界に変わっているという変化があり、この作品でも「水」と「変革」が関係性を持っていると解説し、刑事でもある〈念珠屋〉の言う、〈それに、この水加減はどうです。舶来ですぜ。ジャズの粉で味つけしてあるから魚の育ちがいい〉という言葉や、当時の安部の共産主義的立場の文学運動を考え合わせ、共産党の新聞売りの言う〈この氾濫〉は、「アメリカに植民地化されている日本の悪しき経済状況――いわゆる水浸しの経済状況――を表しているもの」と受け取れると考察している。
ドナルド・キーンは、『水中都市』を気に入っているユーモアの多い作品として挙げ、冒頭の文章から興味をそそられると述べている。そして、「安部氏の短編を説明したら、詩の説明や歌舞伎のあらすじみたいなものになってしまう恐れがある。説明できないところにこそ安部文学の魅力が籠っているのである」とし、「安部文学の中に存在する哲学的な要素や現代絵画や写真との関係」など学問的な研究はひとまず置き、初期の短編はすなおに楽しく読んでもらいたいと解説している。

## 戯曲版
『水中都市』（ガイドブック III）として戯曲化され、1977年（昭和52年）、雑誌「新潮」12月号に掲載された。構成は15景となっている。父親が妊娠して突然魚に変身したり、町全体が水中に没するといった小説のシーンは劇中にも登場するが、登場人物や筋は小説とは違っている。
戯曲版『水中都市』について安部は、｢空中浮遊ができる父と娘をめぐるファンタスティックで、しかもリアルなブラック・コメディー」で、同時に、「推理小説のパロディー」でもあるとし、｢存在しないものが存在するようになる基準の入れかえのドラマ」だと説明している。

### あらすじ（戯曲版）
ありえないはずの空中浮遊術を使って万引き強盗の荒稼ぎを続ける飛び親子（父と娘）を訴えた商店主たちが、逆に狂言詐欺や狂人あつかいにされて次々と精神病院にいれられていく。被害者が多数におよび、やっと飛び親子の棲家に行った取調官は、そこで魚に変身してゆく飛父を見る。完全に魚に変身した飛父は、娘を食べてしまう。

### 登場人物（戯曲版）
飛父
空中浮遊術ができる泥棒。店主の前で高級時計を堂々と万引き強盗する。
飛娘
飛父の娘。空中浮遊術ができる。泥棒の父親と一緒に荒稼ぎをする。父親と男言葉を使って会話する。
時計屋の女主人
父親の代は宝石の方が専門だった時計・宝飾店の主人。飛父の被害に合い、1,500万円の損をする。
記者（女主人の夫）
時計屋の婿養子。科学記者で自ら実験で精神科の薬を常用。店の被害が狂言強盗と疑われている気配に気付き、妻に訴えを取り下げさせる。損害保険金を手に入れるために、犯人を花屋にしようと考える。飛ぶ人間を見たり、その目撃者に三人以上会ったら、その人間は幻覚の中にいるのだという理論を持つ。自分が三人以上の目撃者に出会ってしまい、持論を証明しようと、妻をナイフで刺し殺す。
花屋
時計屋から逃げようとする飛父の空中浮遊を目撃。大学卒。30歳の独身。時計屋の女主人との仲を怪しまれたり、精神病扱いされる。
取調官
時計屋の被害を、保険金詐欺の狂言強盗と疑い、花屋の証言を全く信じない。被害者の時計屋が多数になると、被害者たちが正気だとみなす。飛人親子の家で、魚に変身する飛父を見る。
同僚A（記者）
時計屋の夫の同僚記者。何軒も時計屋が被害にあっていることから、「幻覚時計症」という見出しで記事を書こうと、事件を探る。
同僚B（記者）
時計屋の夫の同僚記者。飛娘の空中浮遊を見かけるが、幻覚だと思い込む。
警官A、B
時計屋の女主人や花屋の言うことを信じない。
インターン
精神病院のインターン。花屋を自閉症と診断する。その後、次々と人々を精神病と認定。
街の時計屋1、2、3
飛父の強盗被害者たち。インターンに精神病と診断される。
時計組合理事長
強盗被害者同盟を結成する。インターンに精神病と診断される。
物理学者
インターンに案内され、精神病院でおびえながら、人間浮遊の不可能性について講義する。

### おもな公演
- 初演『水中都市』（ガイドブック III） 安部公房スタジオ公演
  - 1977年（昭和52年）11月5日 - 27日 渋谷区・西武劇場
  - 演出・音楽：安部公房。美術・安部真知。照明・河野竜夫。音響：鈴木茂。舞台監督・山崎彰。衣裳製作：森本由美子。制作：西武美術館。
  - 出演：山口果林（飛娘）、岩浅豊明（飛父）、宮沢譲治（取調官）、八幡いずみ（時計屋の女主人）、伊藤裕平（記者・女主人の夫）、加藤斉孝（同僚記者）、寺田純子（同僚記者）、沢井正延（花屋）、丸山善司（警官A、物理学者）、金学隆（警官B、時計小売業組合理事長）、平野雅子（インターン、街の時計屋1）、夏目京子（街の時計屋2）、伊藤麻子（街の時計屋3）
- 再演『水中都市』（ガイドブック III） 安部公房スタジオ公演
  - 1978年（昭和53年6月16日 - 18日 西武大津ショッピングセンター・西武ホール、6月26日 名古屋・中日劇場、7月3日 - 6日 大阪・毎日ホール
  - スタッフ、キャストは初演と同じ。

## おもな刊行本
- 『闖入者』（未来社、1952年12月10日）
  - 装幀：安部真知。愛読者カード付き。
  - 収録作品：闖入者、空中楼閣、水中都市、ノアの方舟、鉄砲屋
- 『水中都市』（桃源社、1964年12月10日）
  - 装幀：安部真知。
  - 収録作品：水中都市、棒、なわ、鉛の卵、盲腸、透視図法、闖入者、イソップの裁判、バベルの塔の狸
- 文庫版『水中都市・デンドロカカリヤ』（新潮文庫、1973年7月30日。改版2011年）
  - カバー装幀：安部真知。付録・解説：ドナルド・キーン。
  - 収録作品：デンドロカカリヤ、手、飢えた皮膚、詩人の生涯、空中楼閣、闖入者、ノアの方舟、プルートーのわな、水中都市、鉄砲屋、イソップの裁判
  - ※ 2011年改版より、カバー装画：近藤一弥（フォト：安部公房）。